# Muzaffaridi

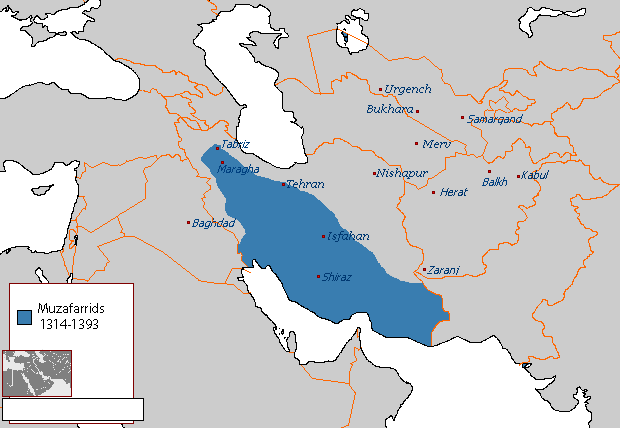
Estensione dei Muzaffaridi

I Muzaffaridi sono stati una dinastia persiana sunnita che giunse al potere in Iran dopo la disgregazione dell'Ilkhanato nel XIV secolo, affermandosi ai danni degli Injuidi.

## L'ascesa
I Muzaffaridi erano Arabi originari del Khorasan ma si spostarono a Yazd durante l'invasione mongola. Al servizio degli Ilkhan, acquistarono importanza quando Sharaf al-Dīn al-Muzaffar fu nominato governatore di Meybod, una città vicino Yazd per debellare le bande di predoni che infestavano quelle terre.
Il figlio di Sharaf al-Dīn, Mubāriz al-Dīn Muḥammad, sconfisse il governatore di Yazd e assunse il controllo della città e, a seguito di una guerra con alcune tribù mongole, acquisì il possesso di Kerman. Questa città era però nelle mire di Abū Isḥāq, signore injuide di Shiraz e Isfahan, che attaccò quindi i Muzaffaridi e assediò senza successo Yazd. Sconfitto e costretto a rifugiarsi a Isfahan, fu raggiunto da Mubāriz al-Dīn e ucciso. Con la conquista di Shiraz ed Isfahan, tutto l'Iran occidentale era sotto il controllo dei Muzaffaridi.
Mubāriz al-Dīn si spinse allora nell'Azerbaigian, dove sconfisse il governatore dell'Orda d'Oro e occupò Tabriz. Ma fu costretto a lasciare subito la città a causa dell'intervento dei Jalayiridi, che occuparono Tabriz e ne mantennero il controllo nonostante i ripetuti tentativi dei Muzaffaridi di riprenderla. Mubāriz al-Dīn aveva fama di governante crudele, e suo figlio Jalāl al-Dīn Shāh Shujāʿ lo fece accecare e imprigionare fino alla morte, avvenuta nel 1363.

## Il regno di Shāh Shujāʿ
Shāh Shujāʿ fu costantemente in lotta contro i suoi fratelli durante un lungo periodo di instabilità. Nel 1363 marciò contro suo fratello Shāh Maḥmūd di Isfahan, e riuscì a concordare una pace. Tuttavia l'anno successivo Shāh Maḥmūd, con il sostegno di suo suocero, Oveys, dei Jalayiridi, invase il Fars e conquistò Shiraz, che Shāh Shujāʿ non fu in grado di riprendere fino al 1366.
Shāh Maḥmūd continuò a svolgere un ruolo importante nelle vicende iraniane, reclamando la sovranità su Tabriz dopo la morte del suocero nel 1374 e occupandola per un breve periodo. Morì l'anno successivo, consentendo a Shāh Shujāʿ di occupare Isfahan.
Shāh Shujāʿ stesso cercò di prendere Tabriz, ma fu costretto a tornare indietro quando un altro fratello, Shāh Yaḥyā, provocò una rivolta a Isfahan. Contemporaneamente, i Jalayiridi invasero il regno ma furono fermati senza troppe perdite. Prima di morire, Shāh Shujāʿ designò suo figlio Zayn al-ʿĀbidīn a succedergli ma la ribellione di Shāh Yaḥyā non si arrestò.

## Il declino
Dal suo letto di morte, Shāh Shujāʿ aveva inviato una lettera a Tamerlano, allora impegnato nella conquista dell'Azerbaigian, in cui gli garantiva l'eterna lealtà di suo figlio destinato a succedergli. Quando Zayn al-ʿĀbidīn assunse il potere, però, dimenticò in fretta la dichiarazione di lealtà provocando la reazione di Tamerlano. Il condottiero mongolo trovò molti alleati in Shāh Yaḥyā e in altri principi muzaffaridi che, imprigionato Zayn al-ʿĀbidīn, si sottomisero al conquistatore. Tamerlano li confermò nelle loro posizioni e consegnò Shiraz a Shāh Yaḥyā, prima di ritornare in Transoxiana.
I Muzaffaridi ripresero subito la loro faida: dopo una serie di conflitti Shāh Manṣūr riuscì a prevalere sui fratelli e su Zayn al-ʿĀbidīn (fuggito intanto di prigione), ma la sua proposta di formare una comune alleanza contro Tamerlano non ebbe successo. Il suo esercito, indebolito dalle diserzioni, fu sconfitto nel 1393 dal conquistatore turco-mongolo, al quale i principi muzaffaridi si affrettarono nuovamente a giurare fedeltà. Essi furono ricevuti con tutti gli onori da Tamerlano e poi giustiziati; i soli sopravvissuti alla purga, Zayn al-ʿĀbidīn e Sulṭān Shiblī (altro figlio di Shāh Shujāʿ), furono mandati a Samarcanda.

## Lista dei Muzaffaridi
- Mubāriz al-Dīn Muḥammad ibn al-Muzaffar (1314-1358)
- Quṭb al-Dīn Shāh Maḥmūd (1358-1366; a Isfahan fino al 1375)
- Abū l Fawāris Jamāl al-Dīn Shāh Shujāʿ (1358-1364; a Isfahan dal 1375)
- Mujāhid al-Dīn Zayn al-ʿĀbidīn ʿAlī (1384-1387; detronizzato da Tamerlano)

Sotto i Timuridi
- ʿImād al-Dīn Sulṭān Aḥmad (a Kerman, 1387-1391)
- Mubāriz al-Dīn Shāh Yaḥyā (a Shiraz, 1387-1391)
- Shāh Manṣūr (a Isfahan, 1391-1393)